# Vallée de l'Arberoue
Pour les articles homonymes, voir Arberoue.
La vallée de l'Arberoue appartient à une des provinces du Pays basque français située dans le département des Pyrénées-Atlantiques : la Basse-Navarre.

## Géographie

### Limites
- Au nord : La Bastide-Clairence.
- Au sud : Hélette.
- À l'ouest : Hasparren et ses alentours, dans la province du Labourd.
- À l'est : le pays de Mixe ou Amikuze autour de Saint-Palais.

### Physionomie
C'est un superbe paysage : hautes vallées, lourdes collines... On n'est pas en altitude, on est déjà en montagne. L'isolement offre une terre propice à des balades agréables en arrière-saison.

## Histoire
Au Moyen Âge, l'Arberoue au sens historique est la terre des Belzunce.
Ces seigneurs sont fidèles à la Navarre : quand les Albret deviennent rois de Navarre, ils sont fidèles au Béarn puis à la France.

## Communes
- Ayherre
- Isturits
- Saint-Esteben
- Saint-Martin-d'Arberoue